# Atalanta (papallona)
L'atalanta o rei (Vanessa atalanta) és una espècie de lepidòpter papilionoïdeu de la família dels nimfàlids (Nymphalidae) present als Països Catalans. Dita també papallona ensangonada en el Montseny

## Distribució
És una papallona migradora amb una distribució geogràfica molt ampla, incloent tota la zona temperada d'Europa, Àsia i Amèrica del nord.

## Morfologia i costums
Aquesta papallona té colors vius, taronja i blanc, que destaquen sobre el fons fosc. Li agrada xuclar les flors de Budleia i llepar fruita madura.
Les erugues de la papallona reina mengen preferentment les fulles de l'ortiga, però poden menjar també les de la morella roquera. Quan mengen, les erugues tenen el costum de lligar la fulla amb seda, formant com una càpsula protectora, fins que se l'han menjat gairebé tota.
De la mateixa manera amaguen la crisàlide, que sembla un tros de fulleta seca que penja.

## Galeria

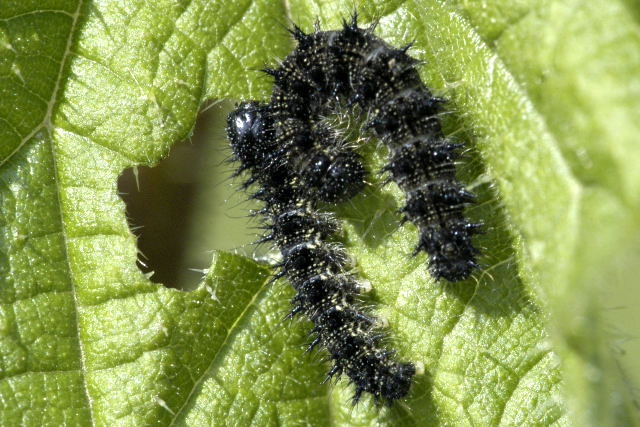
Erugues joves
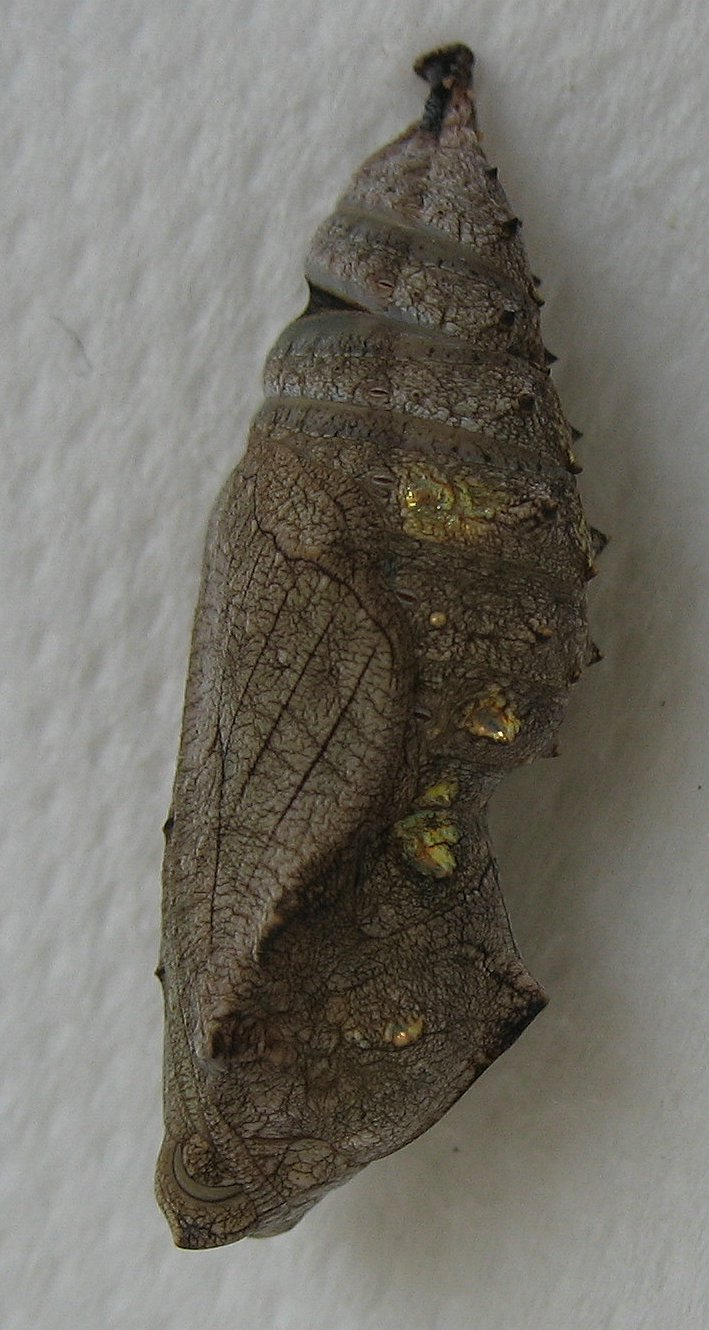
Crisàlide
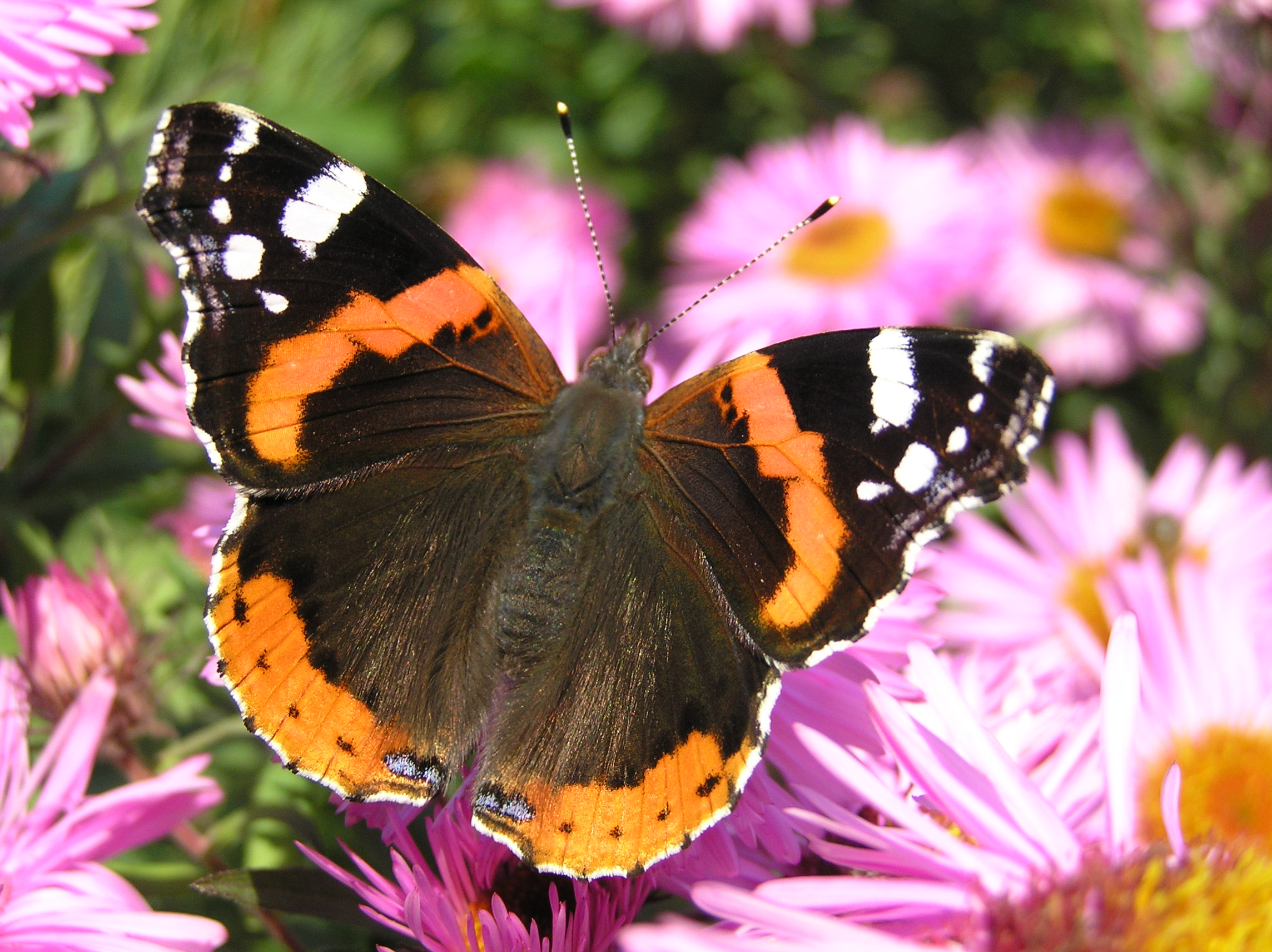
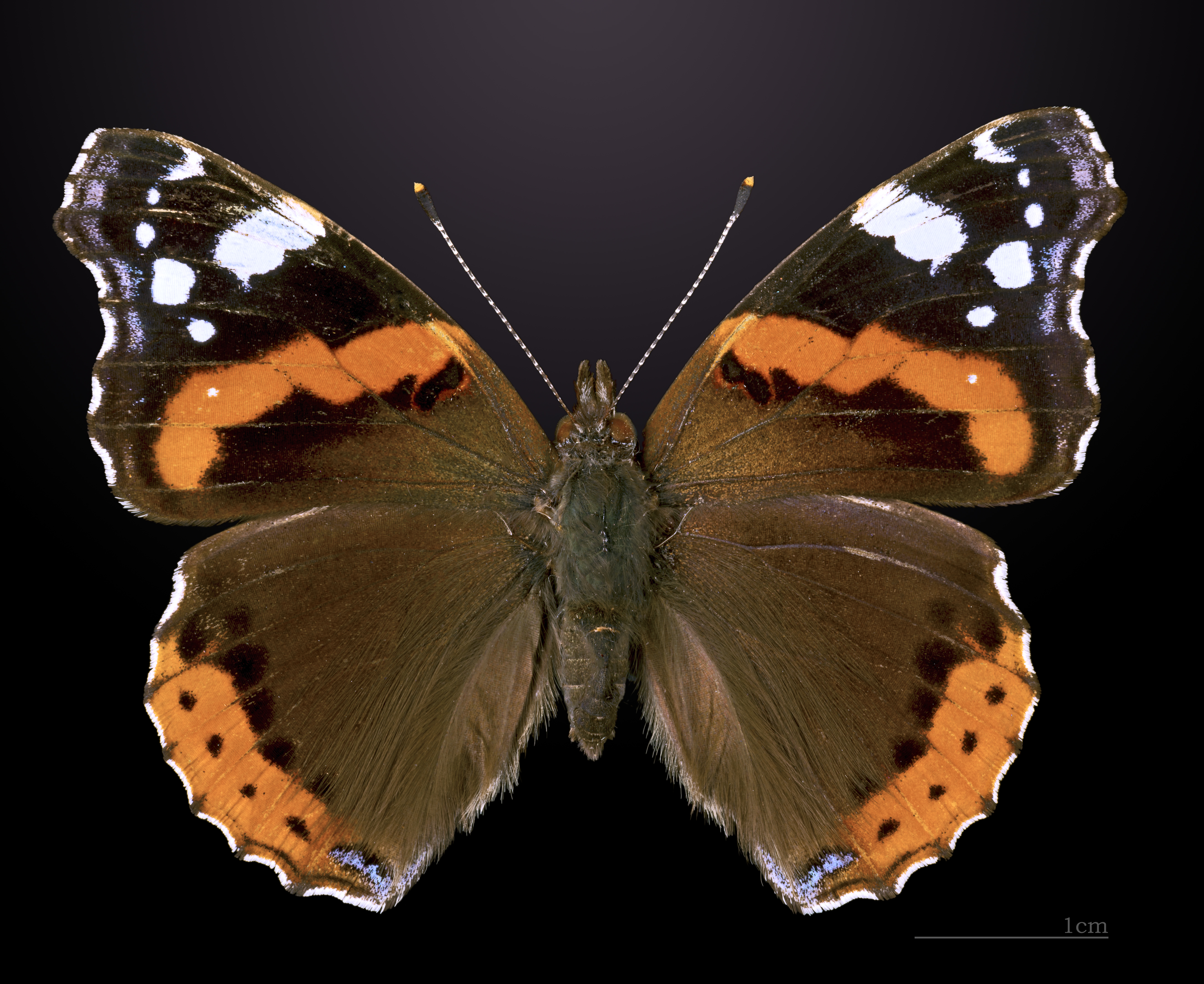
Dors
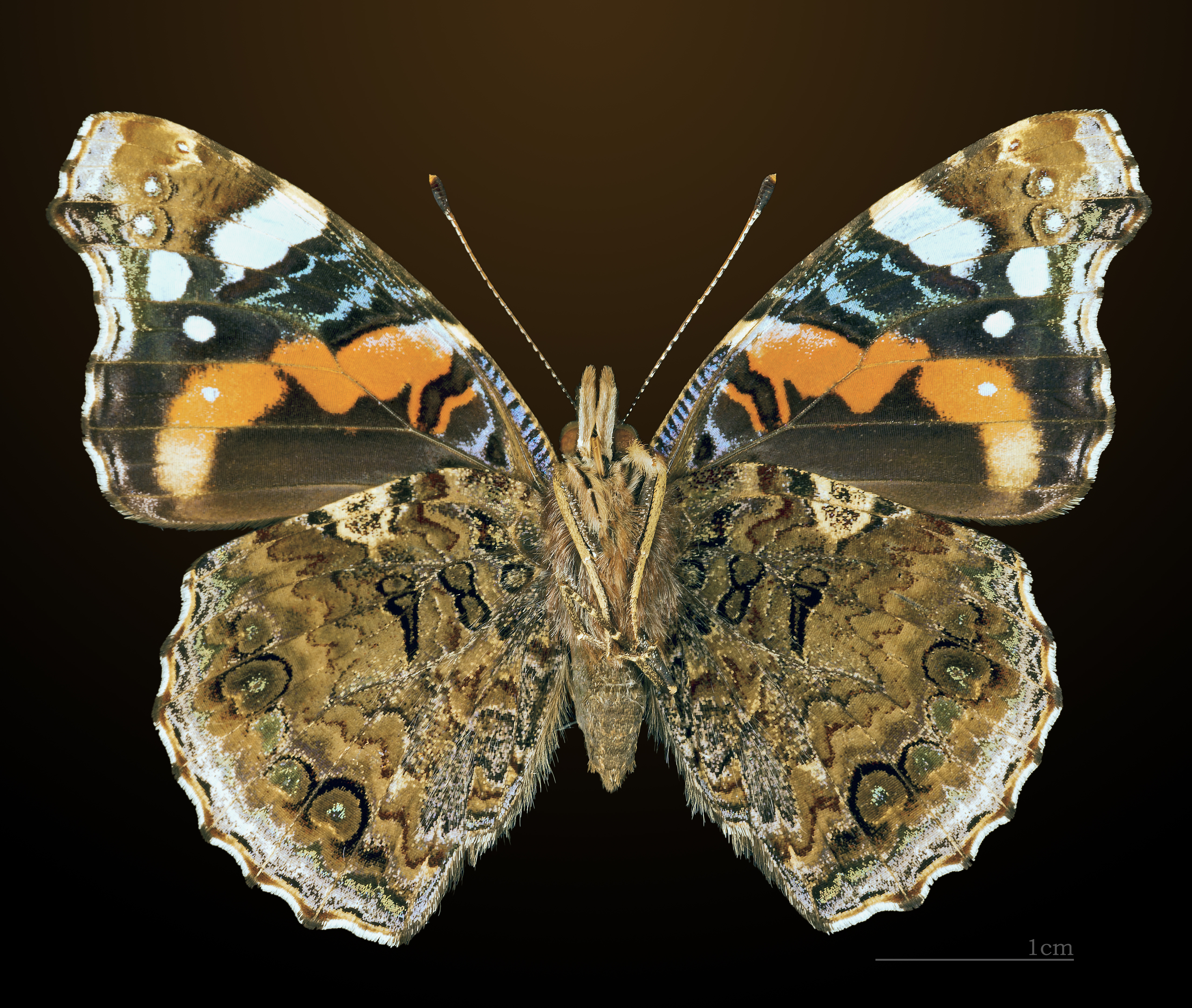
Part ventral